# Darrel Mitchell
Darrel Mitchell (nacido el 3 de mayo de 1984 en Nueva Iberia, Luisiana) es un jugador de baloncesto estadounidense que pertenece a la plantilla del Spartak Primorje de la Superliga de Rusia. Con 1,81 metros de altura juega en la posición de Base.

## Universidad
Se formó en el St. Martinville High School en St. Martinville, Luisiana, donde consiguió el Louisiana Mr. Basketball en su año senior, en 2002. Posteriormente jugó en la universidad de Louisiana State, situada en Baton Rouge, Luisiana, donde estuvo desde 2002 hasta 2006, consiguiendo en su último año llegar con los Tigers a la Final-Four de la NCAA y entrar en el mejor quinteto de la SEC, elegido por los entrenadores. En sus cuatro años con los Tigers jugó un total de 127 partidos, promediando 12,3 puntos, 2,8 rebotes, 2,8 asistencias y 1,7 robos de balón.

## Trayectoria Profesional

### Galatasaray
Después de no ser elegido en el Draft de la NBA de 2006, fichó para la temporada 2006-2007 por el Galatasaray Spor Kulübü (baloncesto) turco.

### Lietuvos Rytas y Élan Chalon
Empezó la temporada 2007-2008 en el BC Lietuvos Rytas lituano, aunque no la terminaría allí. Acabó la temporada en el Élan Sportif Chalonnais francés. En los 16 partidos de liga que jugó en Chalon, promedió 13,5 puntos, 2,4 rebotes, 5,3 asistencias y 1,5 robos en 32 min de media.

### AEL Limassol BC
Fichó para la temporada 2008-2009 por el AEL Limassol BC chipriota, donde conquistó la Copa de Chipre.

### Khimik
Fichó para la temporada 2009-2010 por el Khimik-OPZ Yuzhny de Ucrania, país en el que ha jugado durante cuatro años, pero no terminó la temporada allí.

### Oostende
Acabó la temporada 2009-2010 en el potente BC Oostende belga, club con el que renovó para la temporada 2010-2011

### Vuelta a Ucrania
Regresó en la temporada 2011-2012 al Khimik-OPZ Yuzhny, donde fue varias veces jugador de la semana de la Superliga de baloncesto de Ucrania y una vez jugador del mes. Allí tuvo unos promedios de 16,9 puntos, 2,8 rebotes, 5,9 asistencias y 1,6 robos de balón en 40 partidos jugados de liga y 10,1 puntos, 2,5 rebotes, 2,8 asistencias y 1 robo de balón en 6 partidos jugados de Eurochallenge.
Fichó para la temporada 2012-2013 por el Politekhnika-Halychyna Lviv, donde volvió a ser jugador de la semana y también jugador del mes de la Superliga de baloncesto de Ucrania. En Lviv tuvo unos promedios de 15,9 puntos, 3,1 rebotes, 5,2 asistencias y 1,4 robos de balón en 45 partidos jugados en liga.

### Tres clubes diferentes en la 2013-2014
Jugó en tres equipos distintos en la temporada 2013-2014, primero en el Politekhnika-Halychyna Lviv, donde promedió 8 puntos, 2 rebotes, 3,8 asistencias y 1 robo en 6 partidos jugados, después en el BC Donetsk, donde jugó 5 partidos en liga, con unos promedios de 10,6 puntos, 2 rebotes, 4,4 asistencias y 1,6 robos, mientras que jugó 5 partidos en la VTB United League, con unos promedios de 9,4 puntos, 1,6 rebotes y 3,2 asistencias. Su tercer y último equipo fue el BC Pieno Žvaigždės lituano, equipo con el que jugó 8 partidos de liga con unos promedios de 8,2 puntos, 1,8 rebotes y 3,2 asistencias.

### Retorno a Francia
En la temporada 2014-2015 fichó por el ÉB Pau-Orthez, equipo con el que jugó solo 7 partidos de liga, promediando 9,2 puntos, 1,1 rebotes, 3,8 asistencias y 1,1 robos de balón. Después se fue al AS Mónaco Basket de la Pro B, equipo donde permanece actualmente y con el que consiguió el título de segunda división y el ascenso a la máxima categoría en 2015. En su primera temporada en Mónaco jugó 26 partidos, con unos promedios de 14,1 puntos, 2,4 rebotes, 5,9 asistencias y 1,3 robos de balón.